# Orden de los Necios
La Orden de los Necios fue una orden religiosa y militar fundada en 1380 por Adolfo, conde de Cléveris.
No se sabe por qué se le dio a la orden nombre tan ridículo y al parecer de tan poco estímulo para los caballeros, pero el caso es que los que pertenecían a la orden habían de llevar sobre su capa la figura de un loco, bordada de plata con su ajustador; capuz de listas encarnadas y amarillas, medias de este color, zapatos negros y un canastillo al brazo lleno de flores. Se dice que tenía por fin esta orden demostrar que la amistad y la beneficencia podían hermanarse con el placer.
Constaba de 30 caballeros y desapareció al poco tiempo de fundada.